# Тупан (Никшић)
Тупан је насеље у општини Никшић у Црној Гори. Према попису из 2003. било је 216 становника (према попису из 1991. било је 290 становника).

## Демографија
У насељу Тупан живи 180 пунолетних становника, а просечна старост становништва износи 41,9 година (38,9 код мушкараца и 45,1 код жена). У насељу има 62 домаћинства, а просечан број чланова по домаћинству је 3,48.
Становништво у овом насељу веома је хетерогено, а у последња три пописа, примећен је пад у броју становника.
|  |

| Демографија | Демографија | Демографија |
| Година      | Становника  | Становника  |
| ----------- | ----------- | ----------- |
|             |             |             |
|             |             |             |
|             |             |             |
|             |             |             |
| 1948.       | 534         |             |
| 1953.       | 539         |             |
| 1961.       | 532         |             |
| 1971.       | 475         |             |
| 1981.       | 408         |             |
| 1991.       | 290         | 286         |
| 2003.       | 216         | 216         |
|             |             |             |
|             |             |             |

| Етнички састав према попису из 2003.‍ | Етнички састав према попису из 2003.‍ | Етнички састав према попису из 2003.‍ | Етнички састав према попису из 2003.‍ | Етнички састав према попису из 2003.‍ |
| ------------------------------------ | ------------------------------------ | ------------------------------------ | ------------------------------------ | ------------------------------------ |
|                                      |                                      |                                      |                                      |                                      |
| Црногорци                            | Црногорци                            |                                      | 111                                  | 51,38%                               |
| Срби                                 | Срби                                 |                                      | 83                                   | 38,42%                               |
| Југословени                          | Југословени                          |                                      | 2                                    | 0,92%                                |
| непознато                            | непознато                            |                                      | 0                                    | 0,0%                                 |

| \| \| м \| \| \| ж \| \| ? \| 2 \| \| \| 0 \| \| 80+ \| 2 \| \| \| 5 \| \| 75—79 \| 1 \| \| \| 8 \| \| 70—74 \| 3 \| \| \| 7 \| \| 65—69 \| 4 \| \| \| 8 \| \| 60—64 \| 7 \| \| \| 10 \| \| 55—59 \| 7 \| \| \| 6 \| \| 50—54 \| 8 \| \| \| 8 \| \| 45—49 \| 14 \| \| \| 5 \| \| 40—44 \| 8 \| \| \| 5 \| \| 35—39 \| 7 \| \| \| 3 \| \| 30—34 \| 6 \| \| \| 4 \| \| 25—29 \| 11 \| \| \| 6 \| \| 20—24 \| 15 \| \| \| 7 \| \| 15—19 \| 8 \| \| \| 2 \| \| 10—14 \| 2 \| \| \| 7 \| \| 5—9 \| 3 \| \| \| 6 \| \| 0—4 \| 4 \| \| \| 7 \| \| Просек : \| 4 \| \| \| 3 \| |    |  |  |    |
| |    |  |  |    |
| | м  |  |  | ж  |
| ? | 2  |  |  | 0  |
| 80+ | 2  |  |  | 5  |
| 75—79 | 1  |  |  | 8  |
| 70—74 | 3  |  |  | 7  |
| 65—69 | 4  |  |  | 8  |
| 60—64 | 7  |  |  | 10 |
| 55—59 | 7  |  |  | 6  |
| 50—54 | 8  |  |  | 8  |
| 45—49 | 14 |  |  | 5  |
| 40—44 | 8  |  |  | 5  |
| 35—39 | 7  |  |  | 3  |
| 30—34 | 6  |  |  | 4  |
| 25—29 | 11 |  |  | 6  |
| 20—24 | 15 |  |  | 7  |
| 15—19 | 8  |  |  | 2  |
| 10—14 | 2  |  |  | 7  |
| 5—9 | 3  |  |  | 6  |
| 0—4 | 4  |  |  | 7  |
| Просек : | 4  |  |  | 3  |

| Број домаћинстава према пописима из периода 1948—2003. | Број домаћинстава према пописима из периода 1948—2003. | Број домаћинстава према пописима из периода 1948—2003. | Број домаћинстава према пописима из периода 1948—2003. | Број домаћинстава према пописима из периода 1948—2003. | Број домаћинстава према пописима из периода 1948—2003. | Број домаћинстава према пописима из периода 1948—2003. | Број домаћинстава према пописима из периода 1948—2003. |
| Година пописа                                          | 1948.                                                  | 1953.                                                  | 1961.                                                  | 1971.                                                  | 1981.                                                  | 1991.                                                  | 2003.                                                  |
| ------------------------------------------------------ | ------------------------------------------------------ | ------------------------------------------------------ | ------------------------------------------------------ | ------------------------------------------------------ | ------------------------------------------------------ | ------------------------------------------------------ | ------------------------------------------------------ |
| Број домаћинстава                                      | 108                                                    | 108                                                    | 106                                                    | 98                                                     | 100                                                    | 85                                                     | 62                                                     |

| Број домаћинстава по броју чланова према попису из 2003. | Број домаћинстава по броју чланова према попису из 2003. | Број домаћинстава по броју чланова према попису из 2003. | Број домаћинстава по броју чланова према попису из 2003. | Број домаћинстава по броју чланова према попису из 2003. | Број домаћинстава по броју чланова према попису из 2003. | Број домаћинстава по броју чланова према попису из 2003. | Број домаћинстава по броју чланова према попису из 2003. | Број домаћинстава по броју чланова према попису из 2003. | Број домаћинстава по броју чланова према попису из 2003. | Број домаћинстава по броју чланова према попису из 2003. | Број домаћинстава по броју чланова према попису из 2003. |
| Број чланова                                             | 1                                                        | 2                                                        | 3                                                        | 4                                                        | 5                                                        | 6                                                        | 7                                                        | 8                                                        | 9                                                        | 10 и више                                                | Просек                                                   |
| -------------------------------------------------------- | -------------------------------------------------------- | -------------------------------------------------------- | -------------------------------------------------------- | -------------------------------------------------------- | -------------------------------------------------------- | -------------------------------------------------------- | -------------------------------------------------------- | -------------------------------------------------------- | -------------------------------------------------------- | -------------------------------------------------------- | -------------------------------------------------------- |
| Број домаћинстава                                        | 62                                                       | 11                                                       | 14                                                       | 11                                                       | 8                                                        | 5                                                        | 8                                                        | 3                                                        | 1                                                        | 0                                                        | 1                                                        |

| Пол    | Укупно | Неожењен/Неудата | Ожењен/Удата | Удовац/Удовица | Разведен/Разведена | Непознато |
| ------ | ------ | ---------------- | ------------ | -------------- | ------------------ | --------- |
| Мушки  | 103    | 67               | 33           | 1              | 1                  | 1         |
| Женски | 84     | 23               | 33           | 25             | 3                  | 0         |
| УКУПНО | 187    | 90               | 66           | 26             | 4                  | 1         |

| Пол    | Укупно                    | Пољопривреда, лов и шумарство | Рибарство                            | Вађење руде и камена | Прерађивачка индустрија       |
| ------ | ------------------------- | ----------------------------- | ------------------------------------ | -------------------- | ----------------------------- |
| Мушки  | 43                        | 21                            | 0                                    | 3                    | 3                             |
| Женски | 8                         | 1                             | 0                                    | 0                    | 2                             |
| Укупно | 51                        | 22                            | 0                                    | 3                    | 5                             |
|        |                           |                               |                                      |                      |                               |
| Пол    | Производња и снабдевање   | Грађевинарство                | Трговина                             | Хотели и ресторани   | Саобраћај, складиштење и везе |
| Мушки  | 3                         | 7                             | 1                                    | 1                    | 0                             |
| Женски | 0                         | 1                             | 0                                    | 2                    | 0                             |
| Укупно | 3                         | 8                             | 1                                    | 3                    | 0                             |
|        |                           |                               |                                      |                      |                               |
| Пол    | Финансијско посредовање   | Некретнине                    | Државна управа и одбрана             | Образовање           | Здравствени и социјални рад   |
| Мушки  | 0                         | 0                             | 0                                    | 0                    | 1                             |
| Женски | 0                         | 0                             | 1                                    | 1                    | 0                             |
| Укупно | 0                         | 0                             | 1                                    | 1                    | 1                             |
|        |                           |                               |                                      |                      |                               |
| Пол    | Остале услужне активности | Приватна домаћинства          | Екстериторијалне организације и тела | Непознато            | Непознато                     |
| Мушки  | 0                         | 0                             | 0                                    | 3                    | 3                             |
| Женски | 0                         | 0                             | 0                                    | 0                    | 0                             |
| Укупно | 0                         | 0                             | 0                                    | 3                    | 3                             |